# Острва Питкерн
Острва Питкерн (енглески: The Pitcairn Islands, питкернски: Pitkern Ailen), званично Острва Питкерн, Хендерсон, Дуци и Оино, су група од четири острва, од којих је само острво Питкерн насељено. Острва се налазе у јужном Тихом океану, део су Полинезије, и последња су британска колонија на Пацифику. Назив су добила по Роберту Питкерну, морнару који је први угледао острво Питкерн, 1767. године.

## Историја
Питкерн је најпознатији као уточиште за побуњенике са брода Баунти, и неке Тахићане који су били са њима. Они су се населили на острво 1790. и спалили брод, који се још назире под водом.
Острва Питкерн су британска колонија од 1838.

## Становништво
Године 1856, због пренасељености на острву, све становништво од 193 човека се преселило на острво Норфок, али су се неки од њих вратили назад. Рекордан број становника забележен је 1937. (233). Од тада се број становника смањује због исељавања.
Данас, са девет породица и мање од педесет становника, Питкерн је територија са најмање становника у свету.
Званично острвом управља Британски Високи комесар на Новом Зеланду. У пракси острвом управља председник локалног Савета острва.
Због мале популације, традиционално постоје гласине о сексуалној експлоатацији девојчица на острву. Шест мушкараца је осуђено због овог кривичног дела 2004.

## Географија
Острва Питкерн чине продужетак геолошког архипелага Туамоту, у Француској Полинезији. Састоје се од четири острва: највећег Хендерсона (уздигнуто корално острво), Питкерна (вулканско острво), Оена (атол са пет острваца, од којих једно носи назив „Пешчано острво”) и острва Дуси (атола са четири острваца).
Острва су формирана хлађењем магме која потиче из „Вруће тачке Питкерн”. Острво Питкерн је остатак вулканске купе првенствено састављене од туфа, чија је северна страна уништена под утицајем ерозије. Оно је једино стално насељено острво са главним насељем Адамстауном, који лежи унутар вулканског басена.
Острво Хендерсон покрива скоро 86% укупне копнене површине територије. Одликује се готово неприступачном унутрашњости са разноликим животињским светом. Упркос оскудној слаткој води, на њему је могућа егзистенција ограниченог броја људи, али је приступ острву отежан због обале која је престављена стрмим кречњачким литицама прекривеним оштрим коралима. 1988. године оно је проглашено УНЕСКО-вом светском баштином. Остала острва су на удаљености већој од 100 km и нису насељива.
Острво Питкерн нема стални извор воде, већ три сезонска извора.
| Острво или атол             | Тип острва                         | Копнена површина (km2) | Укупна површина (km2) | Популација 2020 | Координате                                               |
| --------------------------- | ---------------------------------- | ---------------------- | --------------------- | --------------- | -------------------------------------------------------- |
| Дуси                        | Атол†                              | 0.7                    | 3.9                   | 0               | 24° 40′ 28″ S 124° 47′ 10″ W / 24.67444° Ј; 124.78611° З |
| Хендерсон                   | тектонски издигнуто корално острво | 37.3                   | 37.3                  | 0               | 24° 22′ 01″ S 128° 18′ 57″ W / 24.36694° Ј; 128.31583° З |
| Оено                        | Атол†                              | 0.65                   | 16.65                 | 0               | 23° 55′ 40″ S 130° 44′ 30″ W / 23.92778° Ј; 130.74167° З |
| Питкерн                     | Вулканско острво                   | 4.6                    | 4.6                   | 50              | 25° 04′ 00″ S 130° 06′ 00″ W / 25.06667° Ј; 130.10000° З |
| Острва Питкерн (сва острва) | –                                  | 43.25                  | 62.45                 | 50              | 23°55′40″ to 25°04′00″S, 124°47′10″ to 130°44′30″W       |

† Укључује приобални, равни део гребена и лагуну атола.
- Поглед са источне стране Питкерна.
- Сателитска фотографија острва Питкерн.
- Мапа Питкерн архипелага.
- Поглед на залив Баунти.

Плодно земљиште је погодно за гајење цитруса, банана, шећерне трске и других култура. Острвљани се баве још риболовом, скупљањем меда, и продајом поштанских марака.
Острво нема аеродром нити луку. До ретких бродова, који долазе до близу острва, стиже се чамцима.